# بوجدانتشوفتسي
بوجدانتشوفتسي (بالبلغارية: Богданчовци)‏ قرية تقع إدارياً ضمن مقاطعة غابروفو في بلغاريا. ويبلغ عدد سكانها 35 نسمة حسب تعداد 15 مارس 2015. تعتمد بوجدانتشوفتسي للبريد على الرمز البريدي 5301.